# Elias Frank
Elias Frank (* 15. August 1962 in Bantwal, Mysore) ist ein indischer römisch-katholischer Geistlicher, Kirchenrechtler und ernannter Koadjutorerzbischof von Kalkutta.

## Leben
Elias Frank besuchte die Schule in Modankap und das St. Anthony’s College in Shillong sowie ab 1983 das Kleine Seminar St. John Mary Vianney in Barasat. Anschließend studierte er Philosophie am Priesterseminar Morning Star in Barakpur und Katholische Theologie an der Päpstlichen Universität Urbaniana in Rom. Am 23. April 1993 empfing er in der Kirche Our Lady of Happy Voyage in Haora das Sakrament der Priesterweihe für das Erzbistum Kalkutta.
Frank war zunächst als Pfarrvikar der Pfarrei Sacred Heart in Bardhaman (1993–1995 und 1996–1999) und kurzzeitig als Pfarradministrator der Pfarrei Kristo Jyothi in Basinda (1995–1996) tätig. Am 24. Oktober 1997 wurde er in den Klerus des neu errichteten Bistums Asansol inkardiniert. 1999 wurde er für weiterführende Studien nach Rom entsandt, wo er 2001 an der Päpstlichen Universität Urbaniana ein Lizenziat im Fach Kanonisches Recht erwarb und 2002 ein Diplom in kirchlicher Rechtsprechung. Nach der Rückkehr in seine Heimat war Frank Pfarradministrator der Pfarrei St. Therese of Lisieux in Durgapur. 2003 setzte er seine Studien an der Päpstlichen Universität Urbaniana fort und wurde 2005 mit der Arbeit Humano modo: consummation of ratified marriage. A ground for dissolution or nullity? („Humano modo: Vollzug der gültig geschlossenen Ehe. Ein Grund für die Auflösung oder die Nichtigkeit?“) im Fach Kanonisches Recht promoviert. Von 2005 bis 2006 wirkte er als Pfarrer der Pfarrei Sacred Heart in Bardhaman und als Richter am interdiözesanen Kirchengericht in Kalkutta.
Ab 2007 war Frank an der Päpstlichen Universität Urbaniana Professor für Kanonisches Recht mit dem Schwerpunkt Sakramentenrecht. Zudem lehrte er ab 2020 als Gastprofessor an der Päpstlichen Akademie Alfonsiana. Außerdem war er Herausgeber der Zeitschrift Ius Missionale. Darüber hinaus fungierte er am Dikasterium für die Glaubenslehre als Kommissar für Eheauflösungsverfahren in favorem fidei und als externer Richter am Kirchengericht des Vikariats Rom für die erste Instanz. Ferner berief ihn Papst Franziskus am 14. Januar 2017 zum Konsultor der Kongregation für den Gottesdienst und die Sakramentenordnung (ab 5. Juni 2022: Dikasterium für den Gottesdienst und die Sakramentenordnung) und bestätigte ihn am 29. März 2022 in dieser Funktion für weitere fünf Jahre.
Am 3. Juli 2023 ernannte ihn Papst Franziskus zum Bischof von Asansol. Der Erzbischof von Kalkutta, Thomas D’Souza, spendete ihm am 24. August desselben Jahres in der Kirche Holy Family in Nuta die Bischofsweihe; Mitkonsekratoren waren der emeritierte Bischof von Asansol, Cyprian Monis, und der Bischof von Dumka, Julius Marandi.
Papst Leo XIV. ernannte ihn am 28. Juni 2025 zum Koadjutorerzbischof von Kalkutta.

## Schriften
- Humano modo: consummation of ratified marriage. A ground for dissolution or nullity? Asansol 2005, OCLC 1100173899.
- Communicatio in Sacris: Understanding Canon 844. In: Ius Missionale. Band 1, 2007, S. 249–256.
- The Interpellation in Pauline Privilege: Understanding from a Cultural Context. In: Ius Missionale. Band 2, 2008, S. 229–234.
- I sacramenti dell’iniziazione, della penitenza e dell’unzione degli infermi. Commento ai canoni 834–1007 del Codice di diritto canonico (= Manuali/Diritto. Band 30). Urbaniana University Press, Vatikanstadt 2012, ISBN 978-88-401-7039-8.
- A Selective Comparison of privilegium fidei Cases. Normative Differences. In: Ius Missionale. Band 7, 2013, S. 45–60.
- Special Faculties of the Congregation for the Evangelisation of Peoples. In: Ius Missionale. Band 8, 2014, S. 135–164.
- Luigi Sabbarese, Elias Frank: Scioglimento in favorem fidei del matrimonio non sacramentale. Norme e procedura (= Studia urbaniana. Band 70). Urbaniana University Press, Vatikanstadt 2016, ISBN 978-88-401-4091-9.
- The dissolution of marriage bond in the discipline of the Church and its application (= Manuali/Diritto. Band 52). Urbaniana University Press, Vatikanstadt 2017, ISBN 978-88-401-7062-6.
- Le competenze per i Testi Liturgici secondo il can. 838: in seguito al motu proprio „Magnum principium“. In: Urbaniana University journal. Band 71, Nr. 2, 2018, S. 11–33.
- Magnum Principium: Canonical Reform Liturgical Reform. In: Studies in church law. Band 14, 2019, S. 281–303.
- Zero Tolerance in Sexual Abuse by Clerics. A Daunting Task. In: Ius Missionale. Band 14, 2020, S. 89–115.
- Vivere la fede durante la pandemia di Covid-19. Un’indagine condotta in Africa, Asia e Oceania dal 29 giugno al 15 agosto 2020 e realizzata da Ius Missionale. In: Ius Missionale. Band 14, 2020, S. 239–254.
- The Preliminary Investigation in the Light of the CDF Vademecum. In: Studies in church law. Band 15, 2020, S. 51–71.
- In Favorem Fidei Dissolution of Marriage Bond. Case Study. In: Ius Missionale. Band 15, 2021, S. 131–147.
- Power of the Apostolic Administrator Sede Vacante. In: Armand Paul Bosso, Ernest B.O. Okonkwo (Hrsg.): „Quis custodiet ipsos custodes?“ Studi in onore di Giacomo Incitti. Urbaniana University Press, Vatikanstadt 2021, ISBN 978-88-401-6051-1, S. 301–316.
- A Call to Rediscover the Ars Celebrandi: An Analysis of the Apostolic Letter Desiderio Desideravi from the Canonical-Theological Perspective. In: Indian theological studies. Band 60, Nr. 1, 2023, S. 83–106.